# Radio Verte
Radio Verte est la première radio FM dite "libre" à émettre ouvertement, défiant ainsi le monopole français sur les ondes. Elle est lancée le 13 mai 1977 à l'initiative d'Antoine Lefébure et de ses complices de la revue Interférences. Radio Verte obtient le soutien du mouvement écologiste de Brice Lalonde et d'Alain Hervé. La station poursuivra ses émissions FM en toute illégalité, jusqu'en 1981 malgré inculpations, saisies et brouillage.

## Historique
Au cours d'une émission de télévision politique en direct sur Antenne 2 (chaîne la plus regardée à l'époque), Brice Lalonde brandit devant les caméras et les journalistes, un petit poste de radio qui capte Radio Verte. En fait, il s'agit d'une supercherie. Dissimulé en coulisses, à proximité du plateau, Antoine Lefébure utilise un petit émetteur FM compact et un magnétophone sur lequel est enregistré une fausse émission avec des jingles. On y entend en particulier, un bêtisier totalement inédit, moquant la grande périphérique RTL. L'effet de ce coup médiatique sans précédent sera considérable, en particulier dans la presse qui considérera désormais les Radios Libres comme un nouvel acteur du monde des médias. Quelques semaines plus tard, l'équipe de Radio Verte a terminé la fabrication d'un émetteur de 100 W couvrant la région parisienne et se fait aider par des réalisateurs de France Culture avec lesquels elle réalisera sa première véritable émission qui fera date. Pour éviter la saisie du matériel par la police, Radio Verte se fait héberger chez le célèbre écrivain Jean-Edern Hallier qui accepte de prêter son appartement de la place des Vosges pour l'opération. Les émissions se feront ensuite de différents lieux (protégés) parmi lesquels Le Matin de Paris (propriété de Claude Perdriel).   Autour de l'équipe fondatrice, des journalistes du Nouvel Observateur, de la revue Actuel et plusieurs passionnés parmi lesquels Jean-Pierre Imbach (RTL), participent en toute clandestinité à l'élaboration de la station et sa survie. Ils organisent d'ingénieux dispositifs pour berner les agents de la DST et de TéléDiffusion de France, requis par le gouvernement de l'époque, pour détecter, brouiller et traquer les pirates. La station émet principalement à Paris sur 92 MHz à compter du 13 mai 1977.  
Dès l'élection de François Mitterrand comme Président de la République, les radios libres aboutissent après une série de bras de fer au droit à l'existence pourvu qu'elles se regroupent sur une fréquence commune. Radio Verte décide de s'allier avec NRJ pour postuler au droit d'émettre sur la région parisienne. Quelques mois plus tard, Radio Verte se rend compte que Jean-Paul Baudecroux, patron de NRJ, refuse toute collaboration effective. On apprendra par la suite que des accords politiques ont été passés entre NRJ et le parti socialiste pour tout ce qui concerne les informations nationales diffusées sur cette antenne très écoutée.  Les tentatives de Radio Verte de faire valoir ses droits se heurtèrent à un silence absolu des autorités telles que la Haute Autorité de la communication audiovisuelle (présidée par Michèle Cotta) et la CNCL (présidée par Catherine Tasca). Radio Verte disparue, Antoine Lefébure prend contact avec Jean-François Bizot et le persuade de lancer sa propre station Radio Nova qui reprendra les archives sonores de Radio Verte et une partie de son équipe.